# Waakhoogte

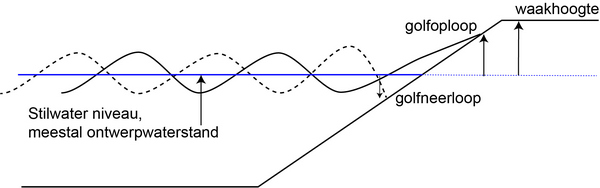
definitie waakhoogte

De waakhoogte is de hoogte van een dijk boven de waterstand. Voor het ontwerpen van de hoogte van een dijk is de minimale waakhoogte van belang, dit is de hoogte boven het ontwerppeil.
Tot circa 1995 was het in Nederland gebruikelijk om de dijk de ontwerpen op een hoogte die bestond uit de hoogte van het ontwerppeil + minimale waakhoogte. De minimale waakhoogte werd toen bepaald als de som van de 2%-golfoploop vermeerderd met een toeslag voor zeespiegelstijging, zetting van het dijklichaam en sommige meteorologische verschijnselen als seiches (halingen) en buistoten.
Na 1995 tot 2016 werd in plaats van de golfoploop de hoeveelheid golfoverslag als criterium gebruikt om de waakhoogte te bepalen.
Vanaf 2017 is een andere benadering voor het ontwerpen van waterkeringen gekozen, de overstromingsrisico-benadering. Omdat hierbij de kans op overslag een rol speelt (en die kan optreden bij zowel hoge waterstand en lage golven (dus een lage waakhoogte) als bij een lage waterstand en hoge golven (dus een hoge waakhoogte) is het begrip waakhoogte in de huidige berekeningsmethode voor dijkhoogten minder van belang.

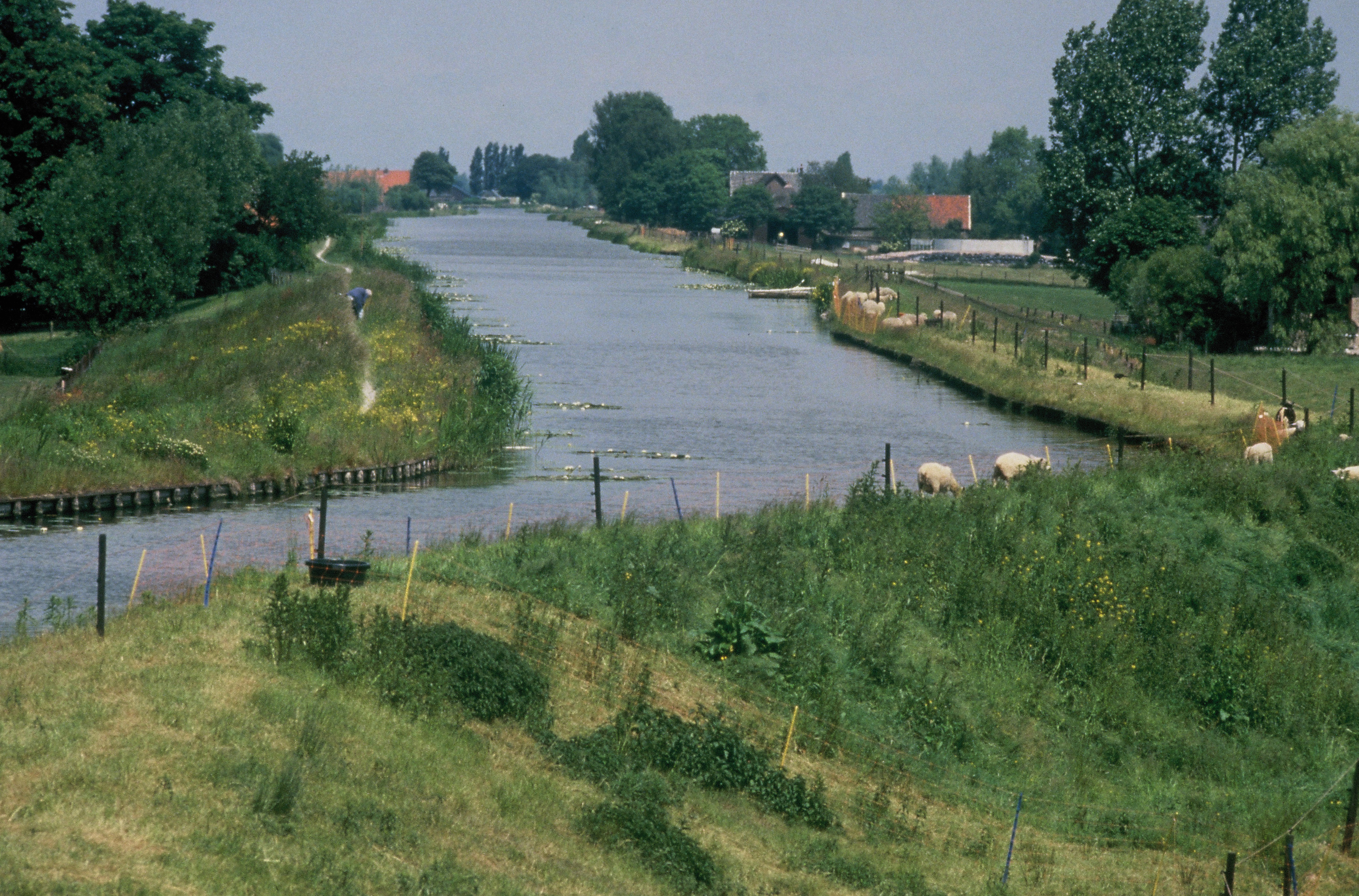
Boezemkade in het Westland, hoogheemraadschap van Delfland

Voor primaire waterkeringen moet de waakhoogte altijd minimaal een halve meter zijn, voor boezemkades (secundaire keringen) geldt geen stringente eis. De kade in Delfland op de foto heeft duidelijk een kleinere waakhoogte. De reden dat er voor primaire waterkeringen een eis van een minimale waakhoogte van 50 cm gesteld was vindt zijn basis in de onzekerheid in het bepalen van de ontwerpwaterstand. Als er geen golven zouden zijn, en dus ook geen oploop, dan zou een peilverhoging van bijv. 10 cm al tot overlopen, en dus bezwijken van de kering kunnen leiden. Bij primaire keringen is de onzekerheid in het peil ca. 50 cm, vandaar deze eis. Voor boezemkaden is de onzekerheid in het peil kleiner, dus kan daar ook een kleinere minimale waakhoogte aangehouden worden.